# فيليس (مدينة)
فيليس (Велес) هي مدينة تقع وسط جمهورية مقدونيا، وهي مركز مقاطعة فيليس. تقع المدينة على نهر فاردار.
يبلغ عدد سكانها حوالي 57,628 نسمة.